# フォルヒハイム
フォルヒハイム (ドイツ語: Forchheim, ドイツ語発音: [ˈfɔrçha‿im]) は、ドイツ連邦共和国バイエルン州の大規模郡所属市で、オーバーフランケン行政管区のフォルヒハイム郡の郡庁所在地。この都市は、ニュルンベルク大都市圏の一部をなす。
フォルヒハイムは古い王都であり、また『フレンキシェ・シュヴァイツの表門』を称している。また、アドベントの時期に市庁舎に掲げられる『世界で最も美しいアドベントカレンダー』でも知られている。

## 地理

### 市の構成
本市は、公式には7つの地区 (Ort) からなる。このうち孤立農場などを除く集落を以下に列記する。
- ブッケンホーフェン
- ブルク
- フォルヒハイム
- ケルスバッハ
- ロイト
- ゼルルバッハ

## 名前と紋章
紋章のデザインは、これが制定された13世紀初めの誤解に基づいている。それは、市の名前“Vorchheim”が古高地ドイツ語の“vorhe”（＝“Forelle”、「鱒」）に由来すると考えたことである。これによりこの都市の紋章には鱒が2尾描かれることとなった。確かに名前がついた当時、フォルヒハイム周辺の川には鱒がたくさんいたのであろうが、現在の研究者らは、この町の名前の語源が古高地ドイツ語の“vorha”（＝“Föhre”、「アカマツ」）であるとしている。この名前の起源は7世紀中頃にまで遡る。当時、この地域には多くの「計画的入植地」が形成され、中でも河川流域には“–heim”という名を持ついくつもの集落が作られた。

## 歴史
8世紀には、フォルヒハイムにフランク王国の宮廷と王宮が作られていた。805年のカール大帝による「ディーデンホーフェンの勅書」にこの町の名が初めて記されている。
その後、フォルヒハイムでは、帝国会議や諸侯会議が幾度も開催された。911年11月10日には、コンラート1世がフォルヒハイムにおいて「王」に選出され、戴冠された。
1007年11月1日、神聖ローマ皇帝ハインリヒ2世はフォルヒハイムの王領をバンベルク司教に寄進した。1039年、皇帝ハインリヒ3世は、この都市を再び帝国行政機関所在地に取り戻したが、結局1063年7月13日にバンベルク司教領となり、1803年の世俗化までその状態が続いた。ハインリヒ4世の時代、1077年3月15日にフォルヒハイムで、ルドルフ・フォン・ラインフェルデンが対立王に選出された（「カノッサの屈辱」）。1200年から1220年の間にフォルヒハイムは都市権を獲得し、現在の紋章を制定した。

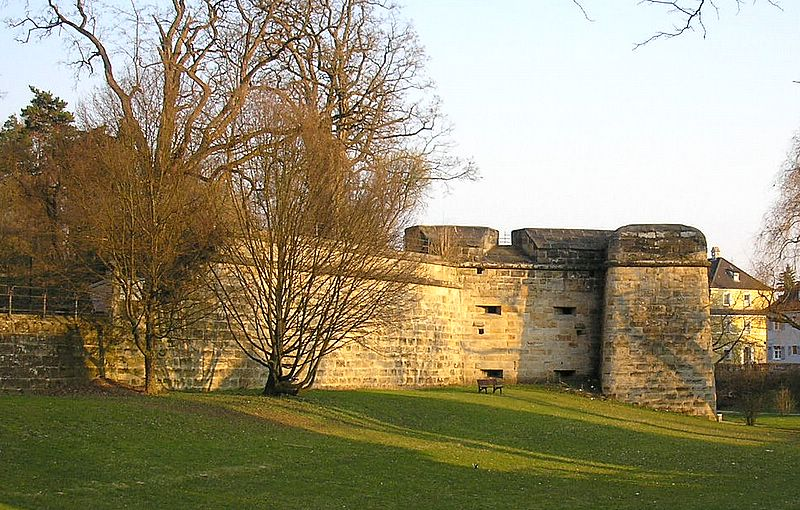
フォルヒハイム城塞の防壁

フォルヒハイムはその城塞的な特性により、三十年戦争においても、一度も占領を受けなかった。バンベルクの領主司教は何度も聖堂の宝物とともにスウェーデン軍から逃れ、信頼篤いフォルヒハイムに逃げ込み、この町は1632年から1634年の間に何度もスウェーデン軍の包囲を受けた。この時代、フォルヒハイムの人を指して“Mauerscheißer”（壁のような糞をする奴）という蔑称が用いられたが、これはむしろ、この都市には大量の食糧備蓄があり、包囲戦に意味がないことを表現したものといわれる。また、フォルヒハイムの狭い町に多くの兵士を駐屯させた結果、フォルヒハイムは伝染病の感染源となってしまった。フォルヒハイムを訪れた人は病気になって帰るという噂が広まり、このことから、まるで病気のように青ざめた人を指して、「フォルヒハイムの死神のような」（“wie der Forchheimer Tod”または“wie der Tod von/aus Forchheim”）という成句ができあがった。
1802年9月6日、この都市はバイエルン軍によって占領された。バイエルン選帝侯はこの都市を併合し、後にフォルヒハイム郡の原型となる地方裁判所をこの地に置いた。1889年フォルヒハイムは郡独立市となるが、1972年にバイエルン州の市町村再編の枠組みの中でその地位を失い、フォルヒハイム郡に編入された。
2004年にこの都市はバイエルン地方博『気品と自由。中世フランケン』博覧会の開催地となった。この博覧会には約20万人の見学者が訪れた。フォルヒハイムは2005年に1200年祭（初めて文献上の記録が記された年を起点にしている）を祝った。これに対して、ドイツ国営郵便は45セントの記念切手を発行した。

## 交通
フォルヒハイムは、アウトバーンA73に直接アクセスするインターチェンジを有し、高速道路網に接続している。
フォルヒハイムには連邦道B470号線およびB4号線が走っている。
鉄道駅からは、バンベルク、ニュルンベルク、およびエバーマンシュタットの各方面行きの路線がある。近い将来、フォルヒハイムはニュルンベルクのSバーン（大都市近郊の高速交通網）に組み込まれることになっている。この路線の建設工事は2006年8月に開始されており、2010年に完成予定である。
近郊の公共交通機関（市バスなど）は、ニュルンベルク広域交通ネットワークに加盟している。
この都市は、また、マイン＝ドナウ運河に面している。さらに、ニュルンベルク空港へは約30分でアクセス可能である。

## 市区
- ブッケンホーフェン: レグニッツ川左岸に位置する。この集落は1251年に初めて文献に登場するが、おそらくその創設はもっと古い。人口は約4,500人。1978年にフォルヒハイムと合併した。
- ブルク: おそらくフォルヒハイム自体よりも古い集落である。1978年に合併。
- ケルスバッハ
- ロイト: 1972年に合併。
- ゼールバッハ: フォルヒハイムの北東に位置する。名前は“Z(um) Erl(e)bach”を短縮したもの。1926年1月1日に合併。

## 見所

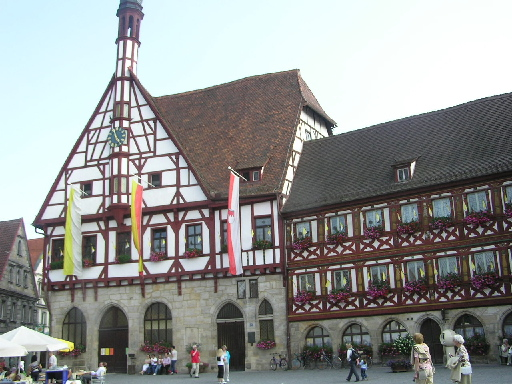
市庁舎

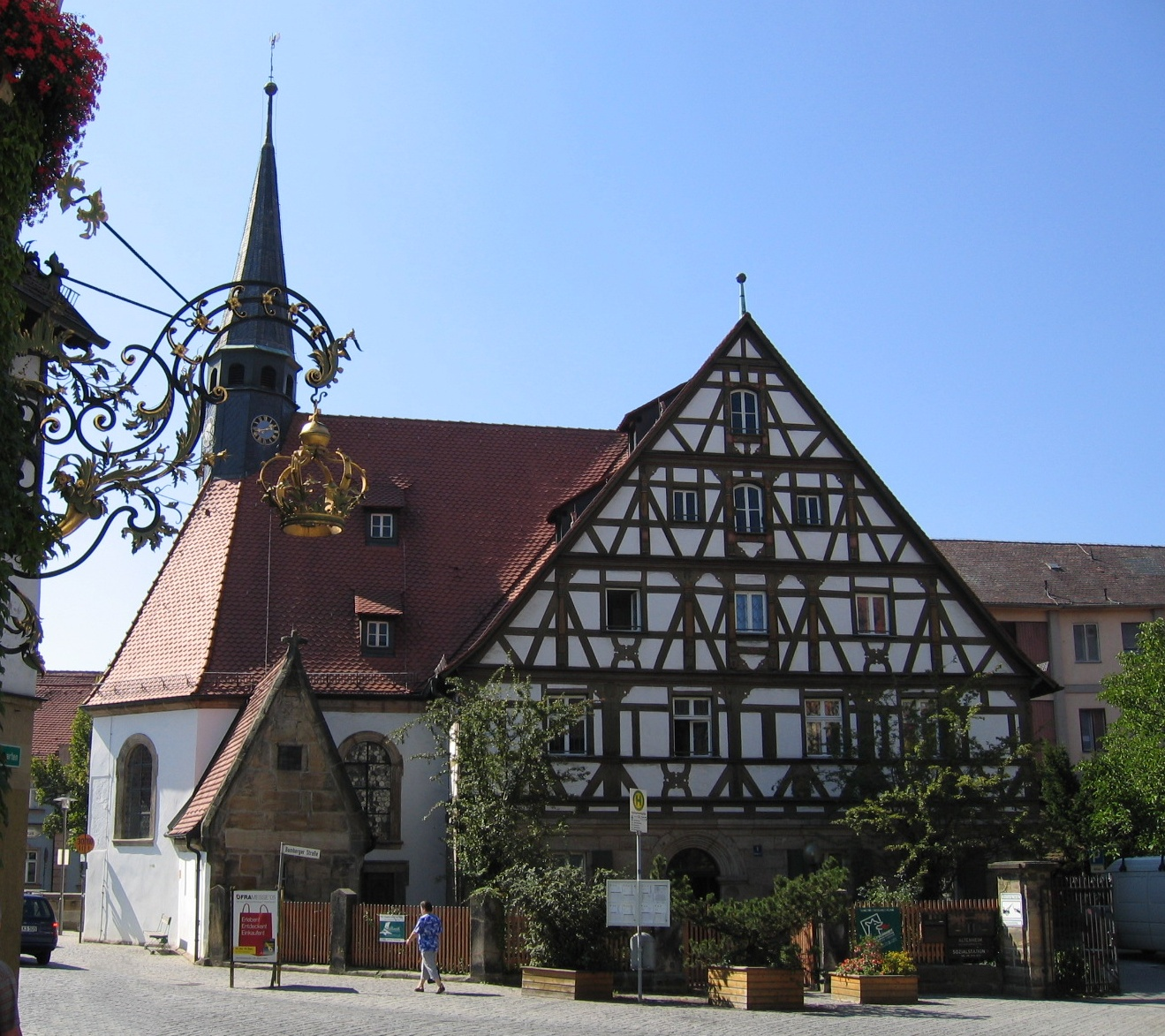
聖カタリーナ施療教会

- 市庁舎: 14-16世紀の建築。1523年のハンス・ルーハルムによる装飾を持つ。
- 『皇帝の宮廷』は、実際には14世紀の領主司教の城である。
- マルティン教会: 12-15世紀
- マリア礼拝堂: 12世紀
- 城塞の防壁、1560年から1750年。中世の望楼がある。
- カンメラースミューレ（シーフェス・ハウス）
- カタリーナ施療院: 1611年、1490年の施療教会がある。
- 修道院と修道院教会: 17世紀 （フォルヒハイム修道院）

## 年中行事
- 4月/5月: 演劇祭
- 6月: フランケン祭（かつての旧市街祭）
- 7月/8月: 聖アンナ祭
- 12月: 『世界で最も美しいアドベントカレンダー』

## 経済
フォルヒハイムは、ニュルンベルク近郊の企業密集地域に位置している。

### 地元企業
- C&A （衣類）
- Globus （ショッピングセンター）
- Hebendanz （ビール醸造）
- Hegele （物流サービス）
- Huhtamaki （テトラパック）
- Piasten （チョコレート）
- Pohl （国際輸送）
- Schweizer （光学器械）
- シーメンス （先端医療機器）
- Waasner （変圧器）
- Weber & Ott （婦人・紳士衣料）
- Wellpappe Forchheim （段ボール）

## 姉妹都市
- Le Perreux-sur-Marne （フランス）
- ロヴェレート （イタリア）
- ロッペン （オーストリア、チロル州）
- ペスネック （ドイツ、テューリンゲン州）
- ゲルラ （ルーマニア、クルージュ県）
- Broumov （チェコ）

## 協力関係
1955年にフォルヒハイムは、ズデーテン地方のBroumov市および郡を逐われたドイツ人との協力関係を結んだ。

## 人物
- クリスティアン・シュプリンガー (1971 - ) サッカー選手
- クリスティアン・ハッサ (1976 - ) サッカー選手
- スフェン・ヴァーシュナー (1979 - ) 俳優
- ロベルト・ヒルベルト (1984 - ) サッカー選手、VfBシュトゥットガルト所属

## 伝説
何世紀にもわたって、この町がポンティウス・ピラトゥスの生誕地であるという伝説が作られてきた。この話は、市壁の石にもラテン語で刻まれている。この伝説はおそらく、耕牧地 “Pilodes” の名前が似ていることから生まれた伝説であると思われる。この地名は、古スラヴ語の “poti byl otec” （『父の道』）に由来し、フォルヒハイムが、通商路沿いのフランク王国国境に位置する町であったことからこう呼ばれていたものと推測されている。

## 引用
1. ↑  https://www.statistikdaten.bayern.de/genesis/online?operation=result&code=12411-003r&leerzeilen=false&language=de Genesis-Online-Datenbank des Bayerischen Landesamtes für Statistik Tabelle 12411-003r Fortschreibung des Bevölkerungsstandes: Gemeinden, Stichtag (Einwohnerzahlen auf Grundlage des Zensus 2011)
2. ↑  Max Mangold, ed (2005). Duden, Aussprachewörterbuch (6 ed.). Dudenverl. p. 337. ISBN 978-3-411-04066-7
3. ↑  Bayerische Landesbibliothek Online